# 秧田冲站
秧田冲站是位于云南省昆明市官渡区秧田冲村的一个铁路车站，邮政编码650211。车站建于1959年，有贵昆铁路经过该站，现仅办理货运，不办理客运业务，车站及其上下行区间均已电气化。车站距离贵阳站615公里，隶属昆明铁路局，是四等站。